# Pallavolo ai IV Giochi panafricani
I tornei di pallavolo ai IV Giochi panafricani si sono disputati durante la IV edizione dei Giochi panafricani, che si è svolta a Nairobi, in Kenya, nel 1987.

## Podi
| Evento                         | Oro     | Argento | Bronzo    |
| Pallavolo maschile (dettagli)  | Camerun | Algeria | Nigeria   |
| Pallavolo femminile (dettagli) | Egitto  | Kenya   | Mauritius |